# FN FAL

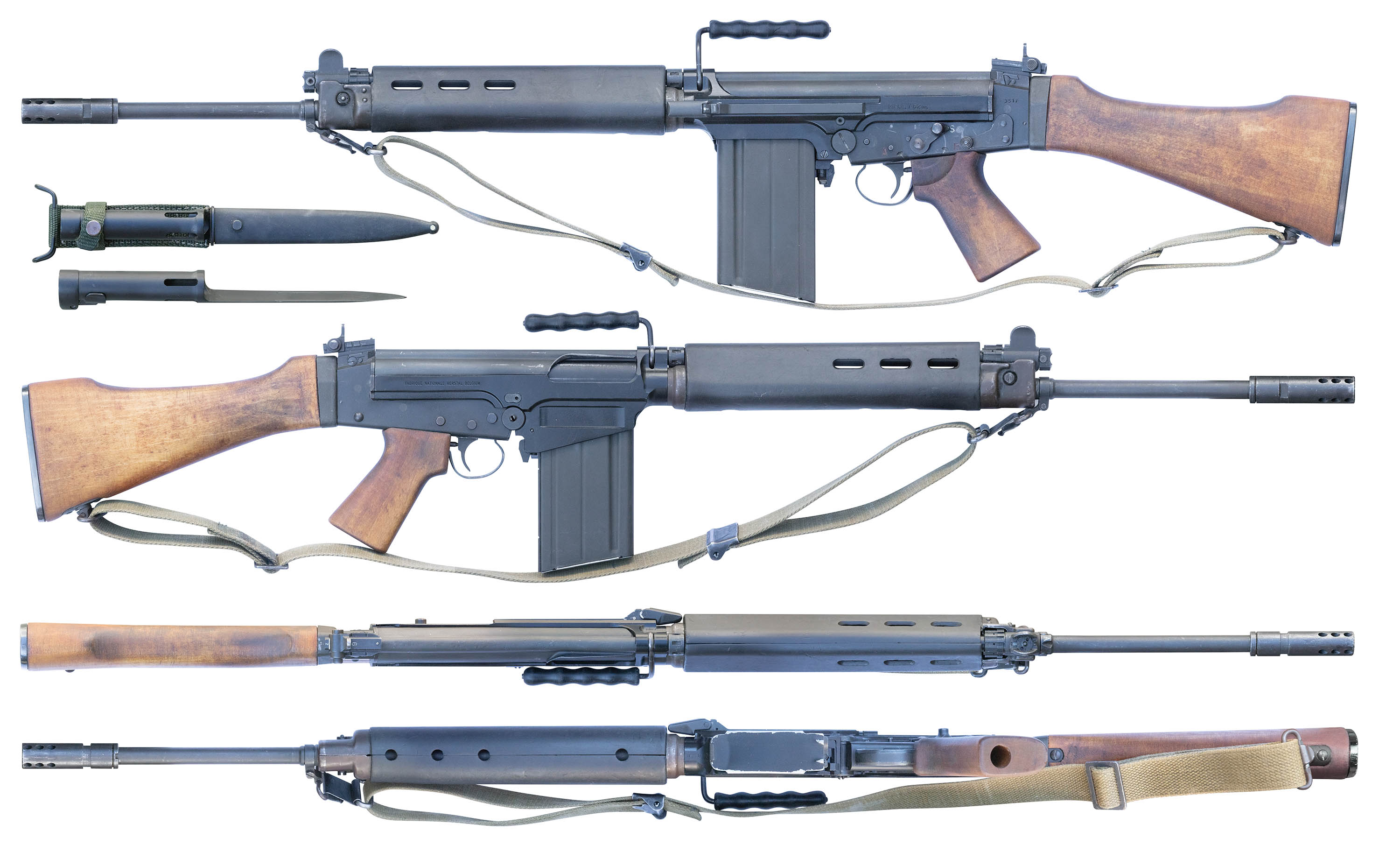
FN FAL (Vier-Seitenansicht)

Das FAL (Fusil Automatique Léger – leichtes automatisches Gewehr) ist ein Schnellfeuergewehr der belgischen Fabrique Nationale Herstal im Kaliber 7,62 × 51 mm NATO und war bei vielen Streitkräften weltweit im Einsatz. Es wurde bei der Bundeswehr G1, im österreichischen Bundesheer Stg 58, bei den kanadischen Streitkräften C1 und C2 und bei den südafrikanischen Streitkräften R1 genannt.

## Geschichte
Das FAL wurde aus dem SAFN-49-/FN-49-Gewehr entwickelt und 1950 erstmals unter dem heutigen Namen vorgestellt. Es existieren vier Hauptversionen, die sich hauptsächlich in Lauflänge und Schaftart unterscheiden. Das FN FAL war von 1956 bis 1959 unter der Bezeichnung G1 Ordonnanzwaffe der Bundeswehr, bis es durch das Gewehr G3 abgelöst wurde. Außerdem war es in Westdeutschland bei Einheiten der Bereitschaftspolizei und dem Bundesgrenzschutz in Gebrauch.
Das FN FAL zählt zu den am weitesten verbreiteten Schnellfeuergewehren der Welt und wurde in über 90 Staaten eingesetzt.
Da aufgrund des starken Rückstoßes Feuerstöße schwer beherrschbar sind, wurden spätere Versionen des FAL vornehmlich als Selbstladegewehr gebaut.
In den USA verlor das Gewehr 1954 beim Auswahlverfahren für ein neues Infanteriegewehr gegen das T44, das spätere M14. Für den zivilen Markt werden seit den 1990er-Jahren wieder FAL-Systeme (Unter- und Oberteile) in den USA gefertigt.

## Beschreibung
Das FAL ist ein Gasdrucklader mit Kippblockverschluss und kurzem Gaskolbenhub. Das Verschlussgehäuse ist aus dem Vollen gefräst. Die Schließfeder befindet sich im Kolben, bei den Ausführungen mit Klappschaft unter dem Verschlussdeckel. Es verfügt über einen Gasregler, um den Gasdruck an den Verschmutzungsgrad der Waffe angleichen zu können. Als Magazine stehen 20-Schuss-Stangenmagazine in Stahl- oder Aluausführung zur Verfügung. Das Stahlmagazin wiegt 250 g, das Alumagazin 120 g. Die Mündungsbremse dient gleichzeitig als Schießbecher für Gewehrgranaten, die mit Treibpatronen als Zündquelle für deren Treibladung verschossen werden können.
Es existieren verschiedene Bajonetttypen, die an allen Modellen verwendet werden können.

## Varianten
| Typ   | Beschreibung                  | Gesamtlänge (mm) | Länge mit eingeklappter Schulterstütze (mm) | Lauflänge (mm) | v0 (m/s) | Visierschußweite (m) | Visierlinie | Leermasse (kg) | Dralllänge | Bemerkung                                      |
| ----- | ----------------------------- | ---------------- | ------------------------------------------- | -------------- | -------- | -------------------- | ----------- | -------------- | ---------- | ---------------------------------------------- |
| 50-00 | Standardsturmgewehr           | 1.090            | –                                           | 533            | 840      | 600                  | 533         | 4,25           | 305        | Dioptervisier (100, 200, 300, 400, 500, 600 m) |
| 50-64 | Fallschirmjäger, Standardlauf | 1.095            | 845                                         | 533            | 840      | 250                  | 549         | 3,90           | 305        | Klappkimme (150 / 250 m)                       |
| 50-63 | Fallschirmjäger, Kurzlauf     | 1.020            | 770                                         | 436            | 810      | 300                  |             | 3,75           | 305        | festeingestelltes Visier (300 m)               |
| 50-41 | lMG (FAL HB, heavy barrel)    | 1.150            | –                                           | 533            | 840      | 600                  | 533         | 6,00           | 305        | schwerer Lauf für Dauerfeuer                   |

### Exportversionen
- - G1 (Deutschland) Unterscheidungsmerkmale: Handschutz aus Blech mit horizontalen Sicken, langer Mündungsfeuerdämpfer, Holzkolben

### Lizenzbauten
- MetrischG1 der Bundeswehr

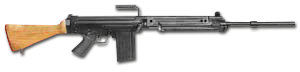
G1 der Bundeswehr

  - StG 58 (Österreich) Unterscheidungsmerkmale: gleicher Handschutz wie G1, Zweibein, kurzer Mündungsfeuerdämpfer
  - R1 (Südafrika)
- Zöllig
  - L1 A1 (Großbritannien); die für die 7,62×51-mm-Ausführungen des Bren Mk. III und Mk. IV entwickelten Kurvenmagazine wurden so modifiziert, dass sie auch mit dem L1A4 (=FAL 50-41) verwendet werden konnten.[1]
  - C1A1 (Kanada)
  - C2 (Kanada, leichtes Maschinengewehr); Kanada führte für das C2 gerade 30-Schuss-Magazine eigener Produktion.[1]

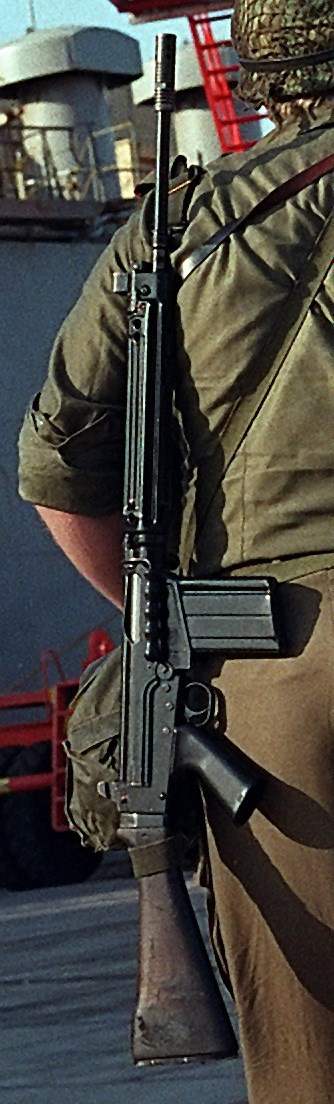
FN FAL Niederlande
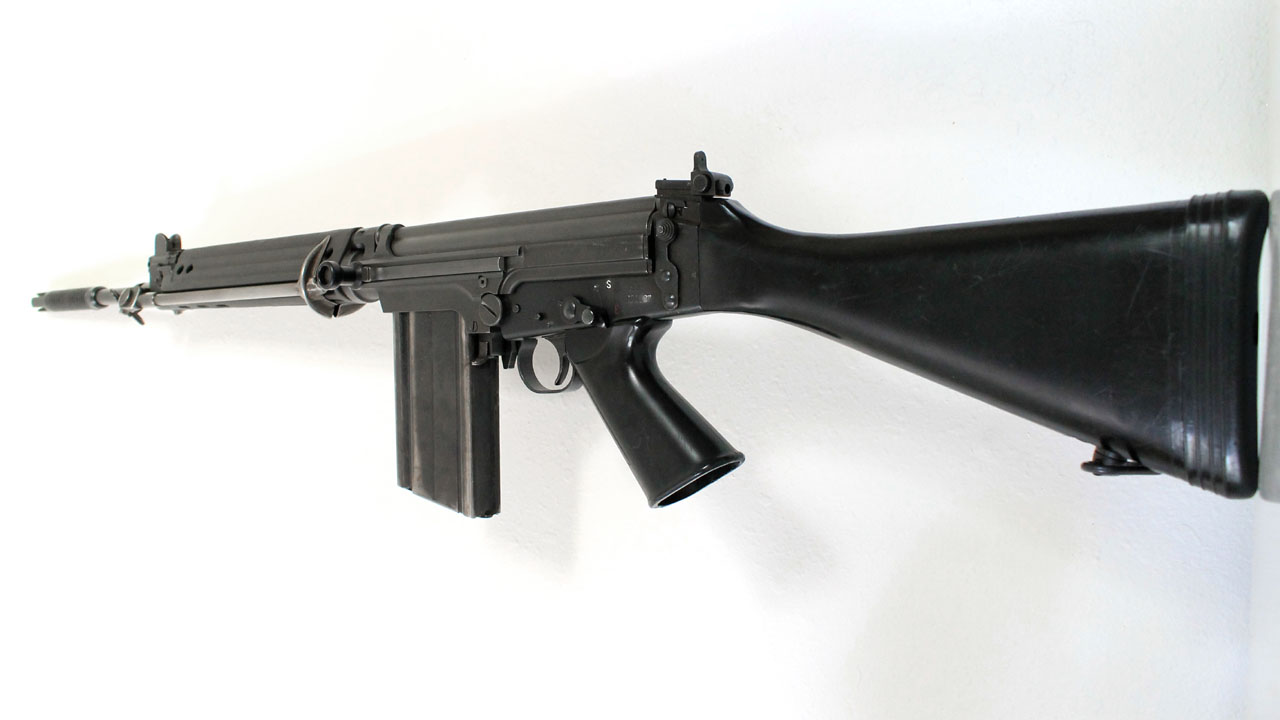
StG 58 des österreichischen Bundesheeres
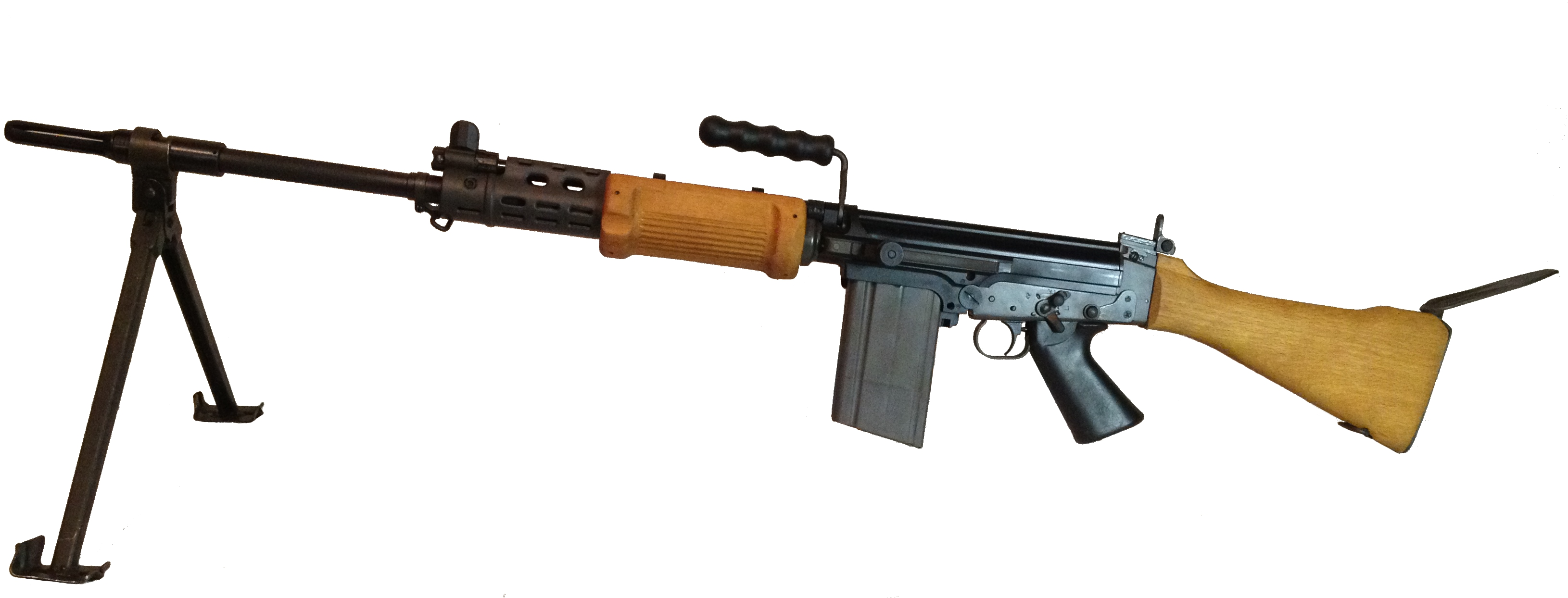
Israelisches FAL mit schwerem Lauf
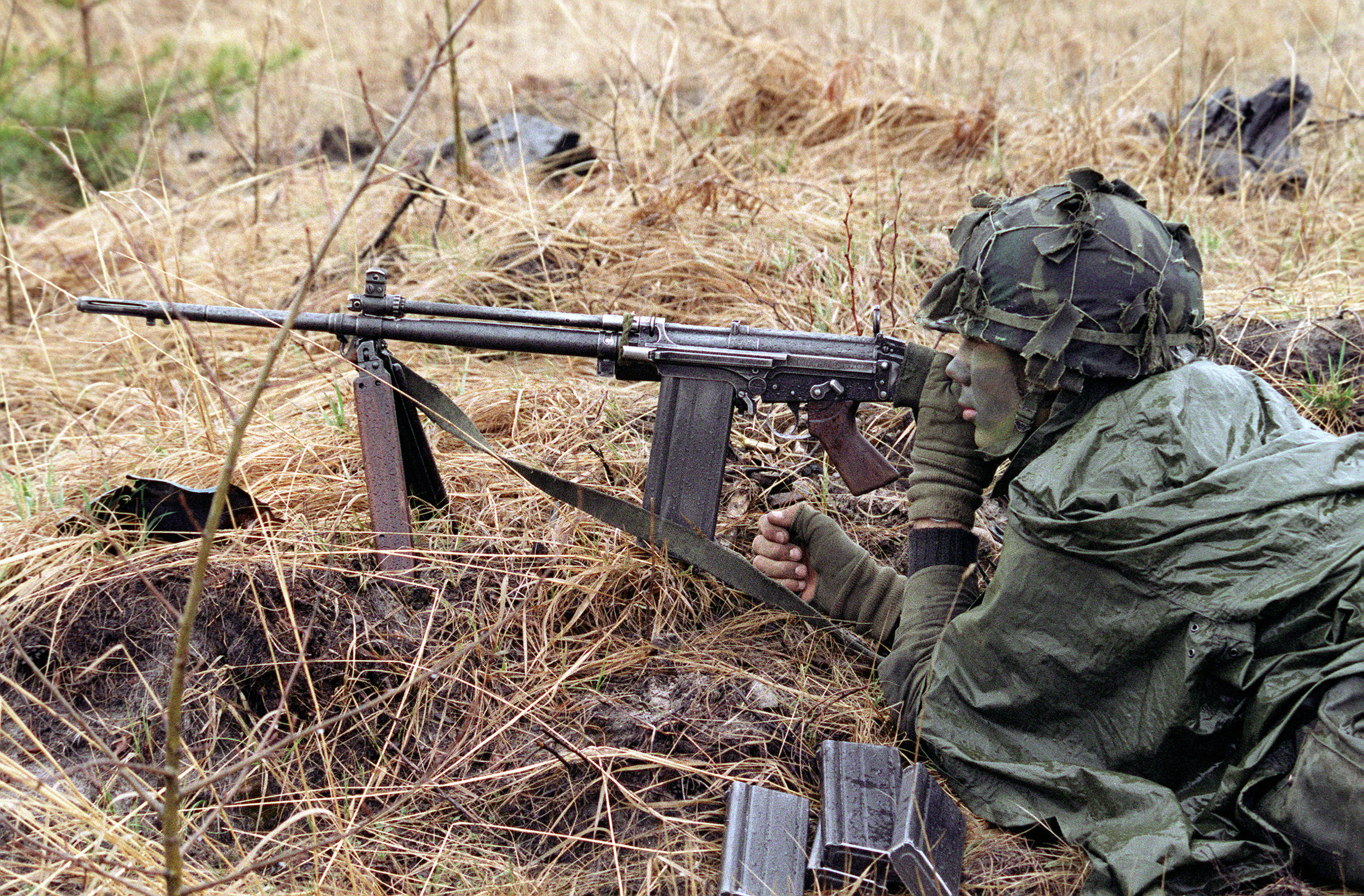
Kanadische C2
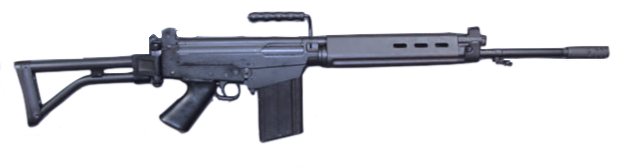
Version mit Klappschaft
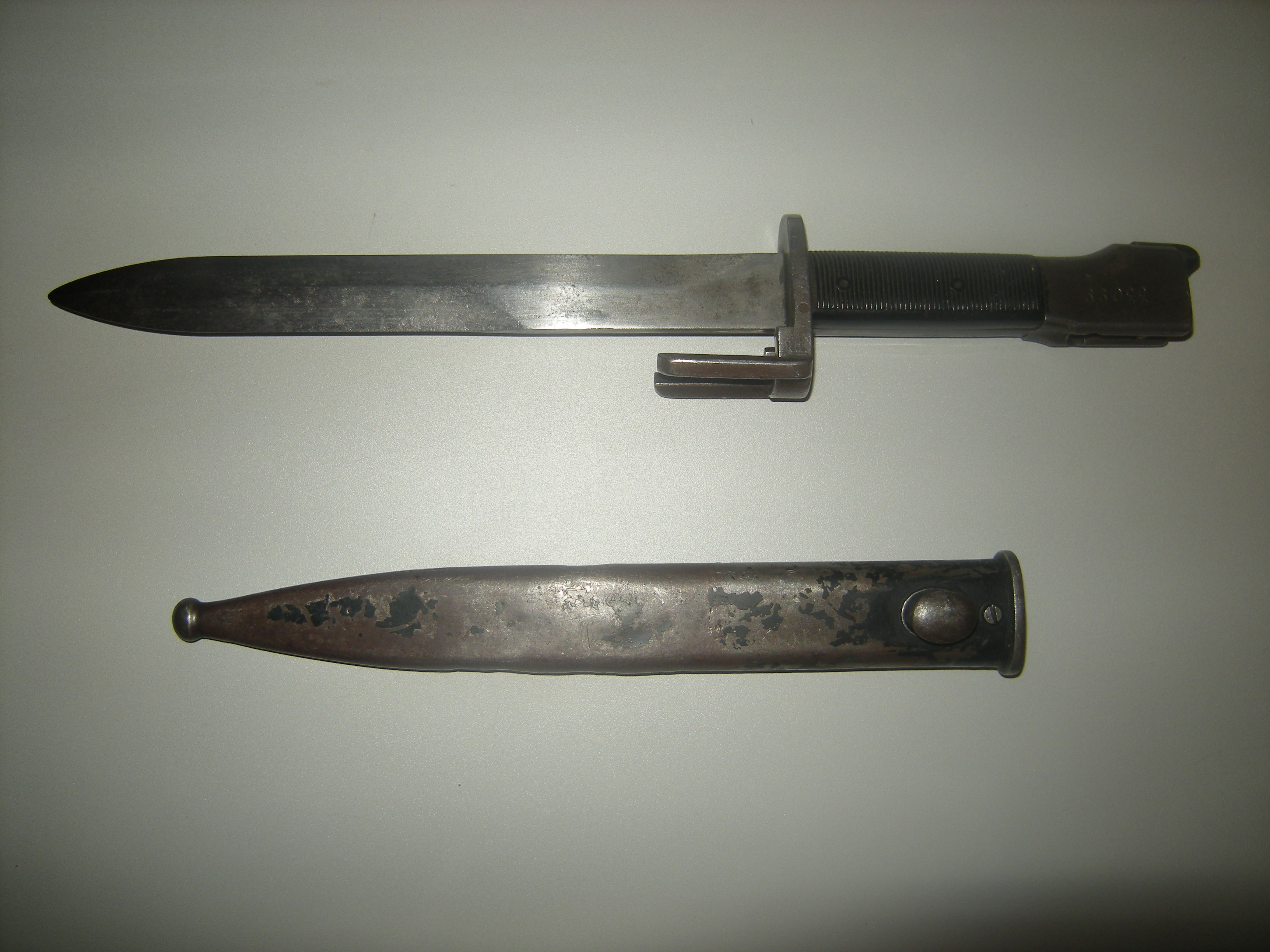
FAL-Bajonett
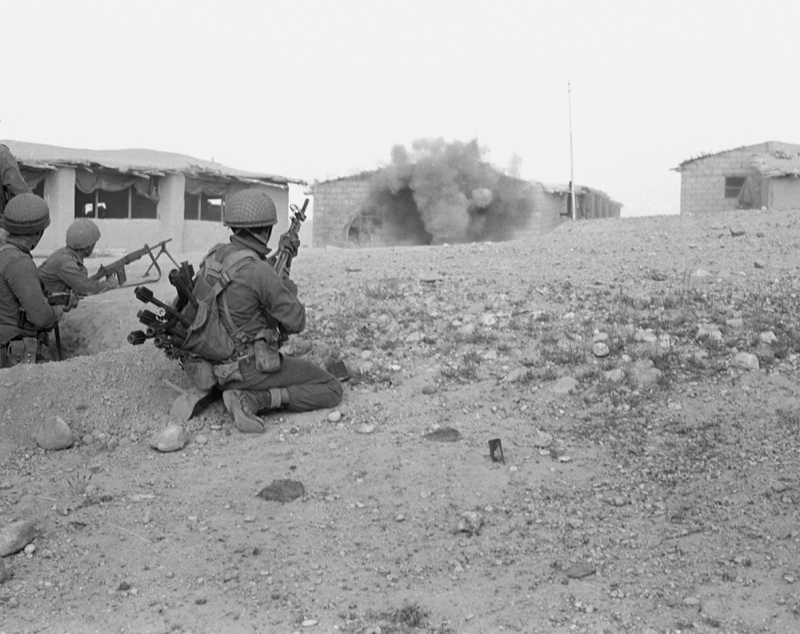
Israelischer Fallschirmjäger beim Verschießen einer Gewehrgranate, links daneben ein FAL in der Ausführung als leichtes Maschinengewehr (Makleon)